# Западная отдельная армия
Западная отдельная армия — оперативное объединение в составе Восточного фронта Русской армии во время Гражданской войны в России.

## История
Создана 1 января 1919 на Урале из 3-го Уральского корпуса, Камской и Самарской войсковых групп (в дальнейшем — 8-й Уфимский и 9-й Волжский корпуса). Позднее состав Западной Армии увеличился.
К началу марта 1919 в её состав вошли 3 Уральский горный корпус, 2 Уфимский корпус, 6 Уральский корпус. Всего армия насчитывала 32,4 тыс. штыков, 6,3 тыс. сабель, 570 пулемётов, 98 орудий. Целями армии, в предстоящем наступлении были Уфа, Самара и Казань.
Западной армии была подчинена Южная армейская группа (окончательно сформирована к 24 марта 1919 под командованием П.А. Белова), в составе 4-го армейского корпуса и Сводного Стерлитамакского корпуса. Южная группа насчитывала около 7 тыс. штыков, 5,8 тыс. сабель, 143 пулемёта, 15 орудий и наступала на Актюбинск-Оренбург.
6 марта 1919 Западная армия перешла в наступление, нанесла поражение 5-й и 1-й армии красных, заняла Уфу (14 марта), Белебей, Бирск, Бугульму (10 апреля), Бугуруслан и приблизилась к Самаре, к Волге.
Южная армейская группа Западной армии, выйдя в конце апреля к пригородам Оренбурга, совместно с оренбургскими казаками осадила город.
28 апреля началось контрнаступление Южной группы Восточного фронта красных (42 тысячи штыков и сабель) против Западной армии (23 тысячи штыков и сабель). Южная группа красных из района Оренбурга-Бузулука ударила во фланг и тыл Западной армии и, нанеся ей поражение под Бугурусланом и Белебеем, отбросила её за реку Белая. В сражении за Уфу (25 мая-19 июня) Западная Армия вновь потерпела поражение и отошла к Челябинску. В конце мая войска Западной армии были сведены в Волжскую, Уральскую и Уфимскую группы. В июле 1919 белые Сибирская армия и Западная армия были преобразованы в 1-ю, 2-ю и 3-ю армии (3-я армия — в основном на базе Западной армии).
Южная армейская группа Западной армии взять Оренбург так и не смогла, и в августе, после начала общего отступления белых, отступила на восток.

## Командующие
- М. В. Ханжин (7 января — 20 июня 1919)
- К. В. Сахаров (21 июня — ноябрь 1919).